# Bugula flabellata
Bugula flabellata är en mossdjursart som först beskrevs av Thompson, in Gray 1848.  Bugula flabellata ingår i släktet Bugula och familjen Bugulidae. Arten är reproducerande i Sverige. Utöver nominatformen finns också underarten B. f. acuminata.